# Coleophora obscurella
Coleophora obscurella é uma espécie de mariposa do gênero Coleophora pertencente à família Coleophoridae.